# Ruellia boranica
Ruellia boranica är en akantusväxtart som beskrevs av Ensermu Kelbessa. Ruellia boranica ingår i släktet Ruellia och familjen akantusväxter. Inga underarter finns listade i Catalogue of Life.